# Florence and the Machine
Florence and the Machine (zapisywane również jako Florence + The Machine) – brytyjski zespół indie rockowy.
Grupa powstała w 2007 roku, by już rok później wystąpić na bocznych scenach festiwali w Glastonbury czy Reading.
W 2011 roku zespół był nominowany do Nagrody Grammy w kategorii Najlepszy Nowy Artysta (ang. Best New Artist). W 2016 roku otrzymał pięć nominacji do tej nagrody.
Na dyskografię zespołu składa się pięć albumów: Lungs (2009), Ceremonials (2011), How Big, How Blue, How Beautiful (2015), High as Hope (2018) oraz Dance Fever (2022).

## Historia

### 2007: Powstawanie i wczesne lata
Pomysł stworzenia grupy Florence and the Machine był początkowo swoistym żartem wokalistki. W 2006 roku Florence Welch wraz z Isabellą Summers koncertowały pod nazwą Florrible + Misrabella, a później Florence Robot/Isa Machine, lecz zorientowano się, że jest ona za długa. Zespół oficjalnie został założony w 2007 roku, a dotychczasową nazwę grupy skrócono do Florence and the Machine.
Nazwę zespołu należy tłumaczyć jako współpracę Florence Leontine Mary Welch z innymi muzykami, którzy swoją grą uzupełniają jej śpiew. Obecnie obok niej w składzie grają: Isabella Summers (syntezatory, pianino, keyboard), Robert Ackroyd (gitara), Tom Monger (harfa), Loren Humphrey (perkusja), Cyrus Bayandor  (gitara basowa),  Dianne Douglas (skrzypce, chórki), Aku Orraca-Tetteth (perkusjonalia, chórki) Hazel Mills (keyboard, chórki).
W 2007 roku, Welch rozpoczęła współpracę z zespołem Ashok, który pracował nad albumem Plans, który miała wydać wytwórnia Filthy Lucre/About Records. Ten album zawierał wcześniejszą wersję singla „Kiss with a Fist”, który tam nosił nazwę „Happy Slap”. Florence podpisała kontrakt z menadżerem grupy Ashok, ale zrezygnowała z niego tłumacząc, iż „czuje, że jest w złym zespole”. Grupą Florence and The Machine zarządza Mairead Nash (jedna z członkiń duetu Queens of Noize), która postanowiła zostać ich menadżerem po tym, jak spotkała pijaną wokalistkę w klubowej toalecie, gdzie śpiewała przebój Etty James „Something's Got a Hold on Me”.

### 2008 – 2010:Lungs

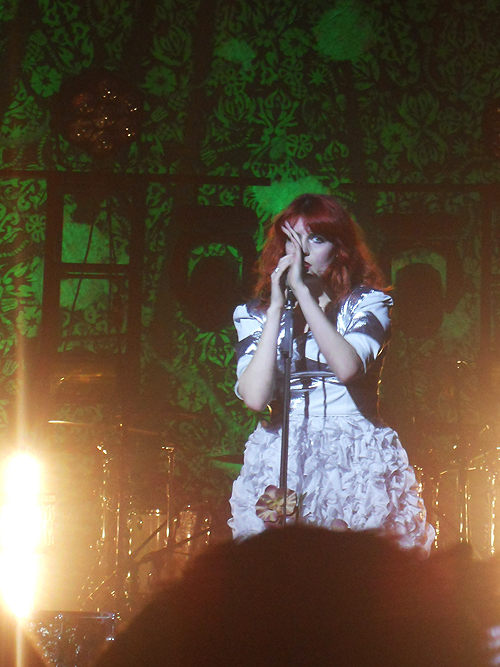
Florence Welch wraz z Florence and the Machine podczas koncertu w Londynie w 2009 roku.

6 lipca 2009 roku grupa Florence and the Machine wydała w Wielkiej Brytanii swój debiutancki album zatytułowany Lungs, który wyprodukowany został przez Jamesa Forda, Paula Epwortha, Steve’a Mackeya oraz Charliego Hugalla. Większość materiału na płytę została napisana jako odpowiedź Welch na zerwanie z byłym chłopakiem. Florence stwierdziła, że „On woli żeby nie mówić o tym. To zabawne, że o tym śpiewam”. Album dotarł do pierwszego miejsca na liście przebojów w Wielkiej Brytanii i drugiego w Irlandii. 6 sierpnia 2009 roku album sprzedał się w ilości ponad 100 tysięcy egzemplarzy w Wielkiej Brytanii i od 10 sierpnia przez pięć kolejnych tygodni znajdował się na drugim miejscu na liście UK Albums Chart. Po tym jak 25 lipca 2009 roku album został wydany w Stanach Zjednoczonych w formacie digital download, zadebiutował on na siedemnastej pozycji na liście Billboard Top Heatseekers, ostatecznie osiągając numer jeden. Płyta oficjalnie została wydana w Stanach Zjednoczonych w dniu 20 października przez wytwórnię Universal Republic.
Singlem promującym album był utwór „Kiss with a Fist”, wydany 9 czerwca 2008 roku. Znalazł się on na ścieżce dźwiękowej do filmów Wild Child. Zbuntowana księżniczka, Zabójcze ciało i St Trinian's: The Legend of Fritton's Gold oraz w serialu telewizyjnym 90210 i Ocalić Grace. Kolejny singel „Dog Days Are Over” wydany 1 grudnia 2008 roku, został nagrany bez instrumentów w studiu „wielkości toalety”. Utwór wykorzystany został w serialu Plotkara, Community, Kamuflaż, Kumple oraz zwiastunie filmu Jedz, módl się, kochaj. „Rabbit Heart (Raise It Up)” wydany został 22 czerwca 2009 roku jako trzeci singel z albumu. Niewielka część melodii, a także słowa „How quickly the glamour fades”, pochodziły z utworu „House Jam” grupy Gang Gang Dance. Członkowie grupy zauważywszy to skontaktowali się z wytwórnią grupy Florence and The Machine. Island Records uznała naruszenie i zgodziła się zapłacić tantiemy grupie Gang Gang Dance za wykorzystanie ich utworu. Welch zgodziła się, że popełniła błąd i stwierdziła, że jej zamiarem było oddać hołd.
Po wydaniu albumu Lungs następnymi singlami zostały utwory „Drumming Song” oraz cover The Source i Candi Staton utworu „You Got the Love” z 1986 roku. Ten ostatni doczekał się także drugiej wersji zatytułowanej „You Got the Dirtee Love” z angielskim raperem Dizzee Rascalem, z którym Welch wykonała go podczas gali Brit Awards 2010. Dzień później utwór wydany został jako singel i dotarł do drugiego miejsca na liście UK Singles Chart.
5 stycznia 2010 roku utwór „Hurricane Drunk” był pierwotnie zapowiadany jako kolejny singiel z albumu. Jednakże w dniu 3 marca na oficjalnej stronie zespołu pojawiła się informacja, że grupa ponownie wydaje singel „Dog Days Are Over”. Utwór cyfrowo wydany został w dniu 11 kwietnia 2010 roku, a następnego dnia pojawiła się nowa wersja teledysku. „Cosmic Love” był szóstym i zarazem ostatnim singlem z debiutanckiej płyty grupy. Wykorzystany został w amerykańskich serialach takich jak Chirurdzy, Pamiętniki wampirów, V i Nikita. Florence and the Machine wystąpili także gościnnie w odcinku zatytułowanym „Panic Roommate” serialu Plotkara, gdzie wykonali akustyczną wersję singla „Cosmic Love”. 12 maja 2010 roku poinformowano, że Florence And The Machine stworzy utwór o nazwie „Heavy in Your Arms” specjalnie na potrzeby ścieżki dźwiękowej do filmu Saga „Zmierzch”: Zaćmienie, gdzie w filmie wykorzystany został podczas napisów końcowych.

### 2011-2014:Ceremonials
Początkowo Welch rozważała oferty z wytwórni zespołu, która proponowała jej nagranie drugiego albumu w Stanach Zjednoczonych, pracując z amerykańskimi tekściarzami i producentami, ale ostatecznie zdecydowała się nagrać materiał na album w Wielkiej Brytanii. Pierwsza sesja demo nagraniowa miała miejsce w styczniu 2010 roku w małym studiu w Londynie, gdzie Florence Welch pracowała z Paulem Epworthem. Producent zapytany o nowy album grupy stwierdził: „To dziwna płyta. Z jednej strony jest bardzo energetyczna i bezpośrednia, z drugiej strony przypomina maszynę. W porównaniu do debiutu usłyszymy więcej wpływów soulu niż indie rocka”. Sporadycznie pracowano także nad płytą kiedy zespół koncertował po Stanach Zjednoczonych, gdzie promował swój album Lungs. Większość tekstów na album została stworzona między styczniem a kwietniem 2011 roku, natomiast sesja nagraniowa odbyła się w kwietniu w Abbey Road Studios. Nad niektórymi utworami producent Epworth pracował w swoim londyńskim studiu, natomiast Welch nagrywała ścieżki wokalne w dni wolne od koncertowania w różnych studiach w Stanach Zjednoczonych. Ostatnia sesja nagraniowa odbyła się w lipcu w studiu Epwortha, który napisał teksty do siedmiu utworów, które znalazły się na albumie Ceremonials. Oprócz niego kilka brytyjskich artystów stworzyło teksty piosenek, w tym gronie byli Summers, Kid Harpoon, James Ford oraz Eg White.
12 czerwca 2011 Florence and the Machine podczas swojej pierwszej trasy koncertowej w Berkeley premierowo zaprezentowali utwór „What the Water Gave Me”, który pojawił się potem na liście utworów wykonywanych na trasie koncertowej Lungs Tour. 23 sierpnia utwór wydany został przez wytwórnię Island Records jako pierwszy singel z drugiego albumu. 14 września w brytyjskim radiu XFM swoją premierę radiową miał następny singel, zatytułowany „Shake It Out”. Okładka singla została sfotografowana przez Karla Lagerfelda. Utwór w szóstym tygodniu od jego wydania dotarł do drugiego miejsca na liście Irish Singles Chart.
Drugi album studyjny grupy, zatytułowany Ceremonials został wydany 31 października 2011 roku w Wielkiej Brytanii. Zadebiutował na szczycie notowania UK Albums Chart, sprzedając się w ilości 90 tysięcy egzemplarzy w pierwszym tygodniu. Natomiast w Stanach Zjednoczonych w pierwszym tygodniu sprzedano 105 tysięcy egzemplarzy albumu, co spowodowało, że uplasował się on na szóstej pozycji na liście Billboard 200. 12 stycznia 2012, Florence and the Machine zdobył dwie nominacje do nagród Brit Awards, ceremonii rozdania nagród odbywającej się 16 lutego w O2 Arena w Londynie.
Trzecim singlem z drugiego albumu był „No Light, No Light”, który był pierwszym utworem stworzonym na album Ceremonials. Następnym singlem została fortepianowa ballada „Never Let Me Go”, która dotarła do trzeciego miejsca w Australii, a tym samym była najwyżej notowanym utworem grupy w tym kraju. 26 kwietnia 2012 roku Florence and the Machine wydali utwór „Breath of Life”, który promował film pt. Królewna Śnieżka i Łowca w reżyserii Ruperta Sandersa. 5 lipca został wydany utwór „Spectrum (Say My Name)”, zremiksowany przez brytyjskiego DJ-a Calvina Harrisa. Był on pierwszym utworem w karierze grupy jaki dotarł do pierwszego miejsca na liście UK Singles Chart i Irish Singles Chart.

### 2015-2017:How Big, How Blue, How Beautiful
10 lutego 2015 roku została wypuszczona zapowiedź trzeciego albumu studyjnego pod tytułem How Big, How Blue, How Beautiful. Dwa dni później – 12 lutego – został wydany pierwszy singiel „What Kind of Man”, a 23 marca drugi – „St Jude”. Teledysk pojawił się tego samego dnia i jest zarazem kontynuacją teledysku do pierwszego singla. Trzeci singiel „Ship to Wreck” „”został wydany 8 kwietnia. Teledysk nakręcony w domu Florence Welch został wydany 13 kwietnia. Teledyski do wszystkich trzech singli zostały nakręcone przez Vincenta Haycock'a, a choreografię ułożył Ryan Heffington. Czwarty singiel „Delilah” został wydany 19 maja na YouTube.
Premiera albumu została zapowiedziana na 29 maja w Niemczech, 1 czerwca w Wielkiej Brytanii, a 2 czerwca w USA. Tego samego dnia album został wydany w Polsce.
W lato 2015 roku zespół wystąpił na wielu festiwalach w Europie i na świecie, w tym po raz pierwszy na głównej scenie festiwalu Glastonbury, w zastępstwie Foo Fighters po wypadku Dave’a Grohla. Podczas występu Welch wykonała cover utworu „Times Like These” autorstwa Foo Fighters.
W grudniu 2015 roku odbył się koncert w łódzkiej Atlas Arenie, a w czerwcu 2016 roku grupa wystąpiła na Open’er Festival w Gdyni-Kosakowie.
Po zakończeniu w 2016 roku trasy koncertowej, czego wyrazem był koncert podczas imprezy British Summertime w londyńskim Hyde Parku, Welch współpracowała z producentami gry Final Fantasy XV, nagrywając trzy premierowe utwory do ścieżki dźwiękowej gry, w tym cover piosenki „Stand by Me” Ben E. Kinga. Nagrała również piosenkę promującą film Tima Burtona pt. „Osobliwy dom pani Peregrine”, zatytułowaną „Wish That You Were Here”. W tym samym roku wystąpiła również gościnie w utworze „Wild Season” duetu Banks & Steelz.
Seria teledysków nakręconych przez Vincenta Haycocka do piosenek z albumu składa się na 48-minutowy film pt. The Odyssey, który miał swoją premierę 24 kwietnia 2016 roku. Ukazana w nim historia jest inspirowana przeżyciami emocjonalnymi wokalistki, których doświadczyła po zakończeniu trasy koncertowej promującej drugi album. Fabuła nawiązuje także pośrednio do Boskiej komedii Dantego, mitu o Dalili oraz Odysei Homera.

### 2018:High as Hope
28 lutego 2018 roku perkusista zespołu, Christopher Lloyd Hayden, ogłosił za pośrednictwem Instagrama, że odchodzi z zespołu. Zespół opuścili również Mark Saunders, Rusty Bradshaw, Lucy Potterton i Roo Savill.
12 kwietnia 2018 roku z okazji Record Store Day zespół wydał promocyjny singiel „Sky Full of Song'', który znalazł się w sprzedaży 21 kwietnia tylko na płycie winylowej. Stroną B do nagrania jest wiersz „New York Poem (for Polly)”, który pochodzi z debiutanckiego tomiku poezji oraz innych tekstów Florence Welch, zatytułowanego „Useless Magic”. Teledysk do utworu wyreżyserował AG Rojas.
3 maja 2018 roku w programie brytyjskiej DJ i prezenter radiowej Annie Mac w BBC Radio 1 miała miejsce światowa premiera pierwszego singla, pt. „Hunger”, razem z teledyskiem w reżyserii AG Rojasa. Tego samego dnia zapowiedziano wydanie kolejnego, czwartego albumu grupy, zatytułowanego „High as Hope”. 18 czerwca 2018 roku wydano promocyjny utwór „Big God”. Album składający się z 10 utworów trafił do sprzedaży 29 czerwca. Jest to pierwszy album, którego Welch jest współproducentką (razem z Emile Haynie).
2 czerwca 2018 roku zespół wystąpił jako headliner podczas Orange Warsaw Festival 2018 na warszawskim Służewcu. 15 marca 2019 roku zespół wystąpił w łódzkiej Atlas Arenie. Był to drugi koncert grupy w tym miejscu.

## Skład zespołu
- Florence Welch – wokal
- Isabella Summers – klawisze
- Loren Humphrey – perkusja
- Aku Orraca-Tetteth – perkusja, wokal wspierający (2018-)
- Robert Ackroyd – gitara
- Cyrus Bayandor – gitara basowa (2018-)
- Tom Monger – harfa
- Dionne Douglas – wiolonczela, wokal wspierający
- Hazel Mills – klawisze, wokal wspierający

Do roku 2015 w skład zespołu jako wokal wspierający wchodzili Sam White, Sherina White i Brenden Reilly. Między marcem 2015 a 2018 rokiem jako wokal wspierający występowali Lucy Potterdton i Roo Savill. Od 2018 roku rolę tę pełnią Aku Orraca-Tetteth, Dionne Douglas i Hazel Mills.
28 lutego 2018 roku perkusista zespołu, Christopher Lloyd Hayden, ogłosił na Instagramie opuszczenie zespołu. Nowym perkusistą grupy został Loren Humphrey, wspierany przez Aku Orracę-Tetteth. Z grupy odeszli również Mark Saunders – basista i Rusty Bradshaw – pianista i organista.

## Styl i inspiracje

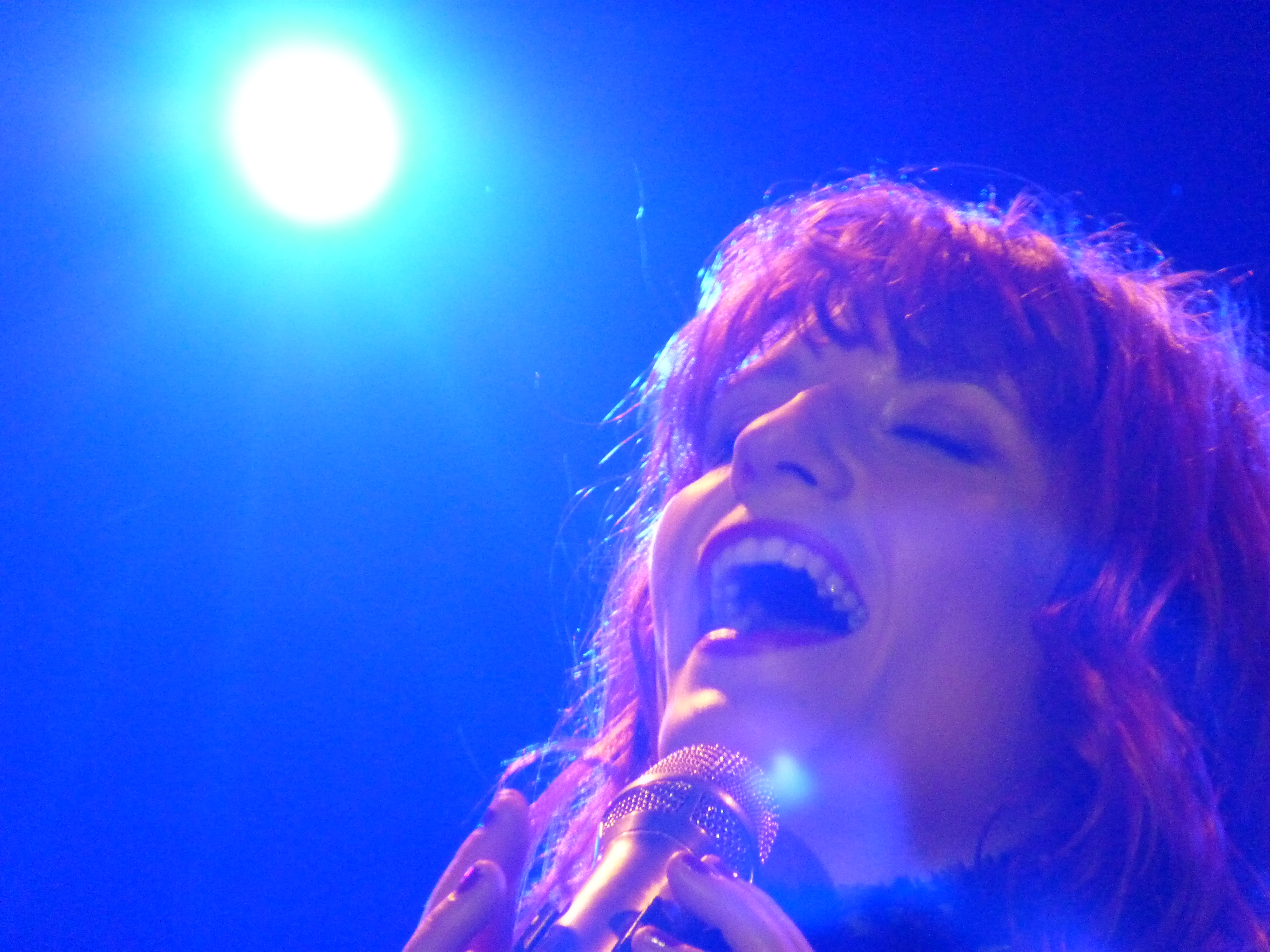
Florence Welch podczas koncertu w Nowym Jorku w 2011 roku.

Florence Welch jest porównywana przez krytyków muzycznych do takich piosenkarek jak Kate Bush, Siouxsie Sioux, PJ Harvey oraz Björk. Ona sama stwierdziła, że jej wokalistkami, które zmieniły jej życie są Grace Slick i Patti Smith (której Welch poświęciła utwór „Patricia” na albumie „High as Hope”). Styl Florence and The Machine został określony jako „ciemny, mocny i romantyczny”. Ich muzyka to mieszanka klasycznego soulu i angielskiego rock artu. Florence Welch stwierdziła, że jej teksty podobne są do artystów renesansowych: „Mamy do czynienia ze wszystkimi z tych samych rzeczy, co kiedyś oni: miłość i śmierć, czas i ból, niebo i piekło”. Od 2008 roku Welch związana była ze Stuartem Hammondem, redaktorem literackim, który dostarczył jej dużą część inspiracji na album Lungs. W 2011 roku para rozstała się z powodu sprzecznych potrzeb zawodowych, a rozpad związku zainspirował Florence do stworzenia drugiego albumu.

## Dyskografia

### Albumy studyjne
- Lungs (2009)
- Ceremonials (2011)
- How Big, How Blue, How Beautiful (2015)
- High as Hope (2018)
- Dance Fever (2022)